# パトリシア・デブリーズ
パトリシア・デブリーズ（英語: Florence Patricia Devries、1930年7月6日 - 2014年11月9日）は、イギリス、ブラックプール出身のフィギュアスケート選手（女子シングル）。現在はコーチ。1952年オスロオリンピックイギリス代表。

## 主な戦績
| 大会/年      | 1951-52 |
| ------------ | ------- |
| オリンピック | 17      |
| 世界選手権   | 12      |
| 欧州選手権   | 15      |